# Sennan (Osaka)

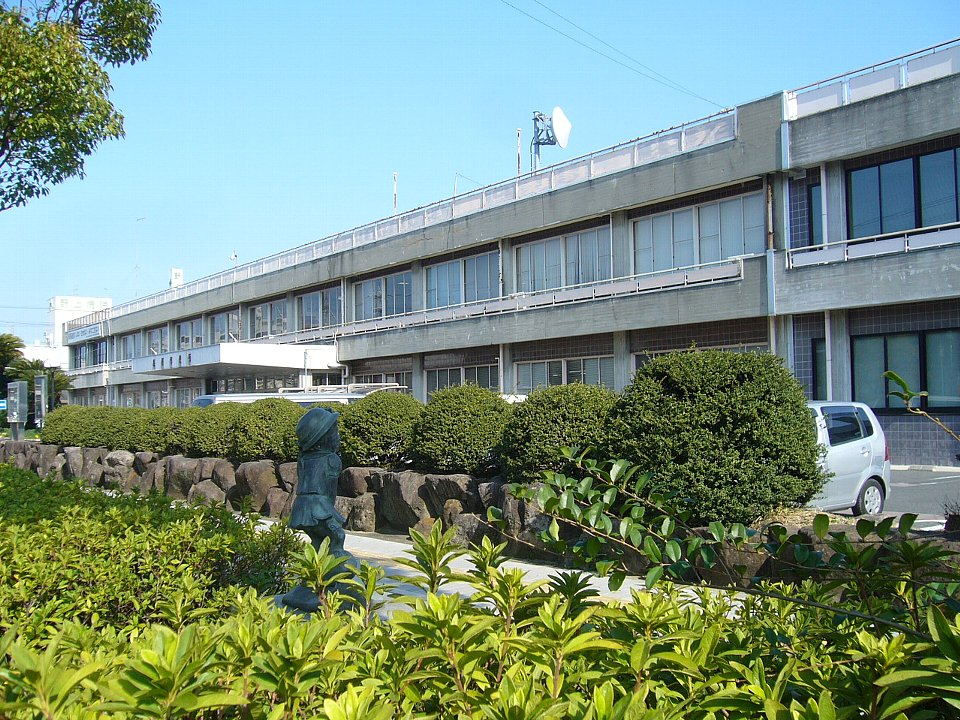
Het stadhuis van Sennan

 Sennan  (Japans: 泉南市, Sennan-shi) is een stad in de prefectuur Osaka op het Japanse eiland Honshu. De stad heeft een oppervlakte van 48,48 km² en had op 1 maart 2008 ongeveer 64.885 inwoners.

## Geschiedenis
Sennan werd op 1 juli 1970 een stad (shi).

## Bezienswaardigheden

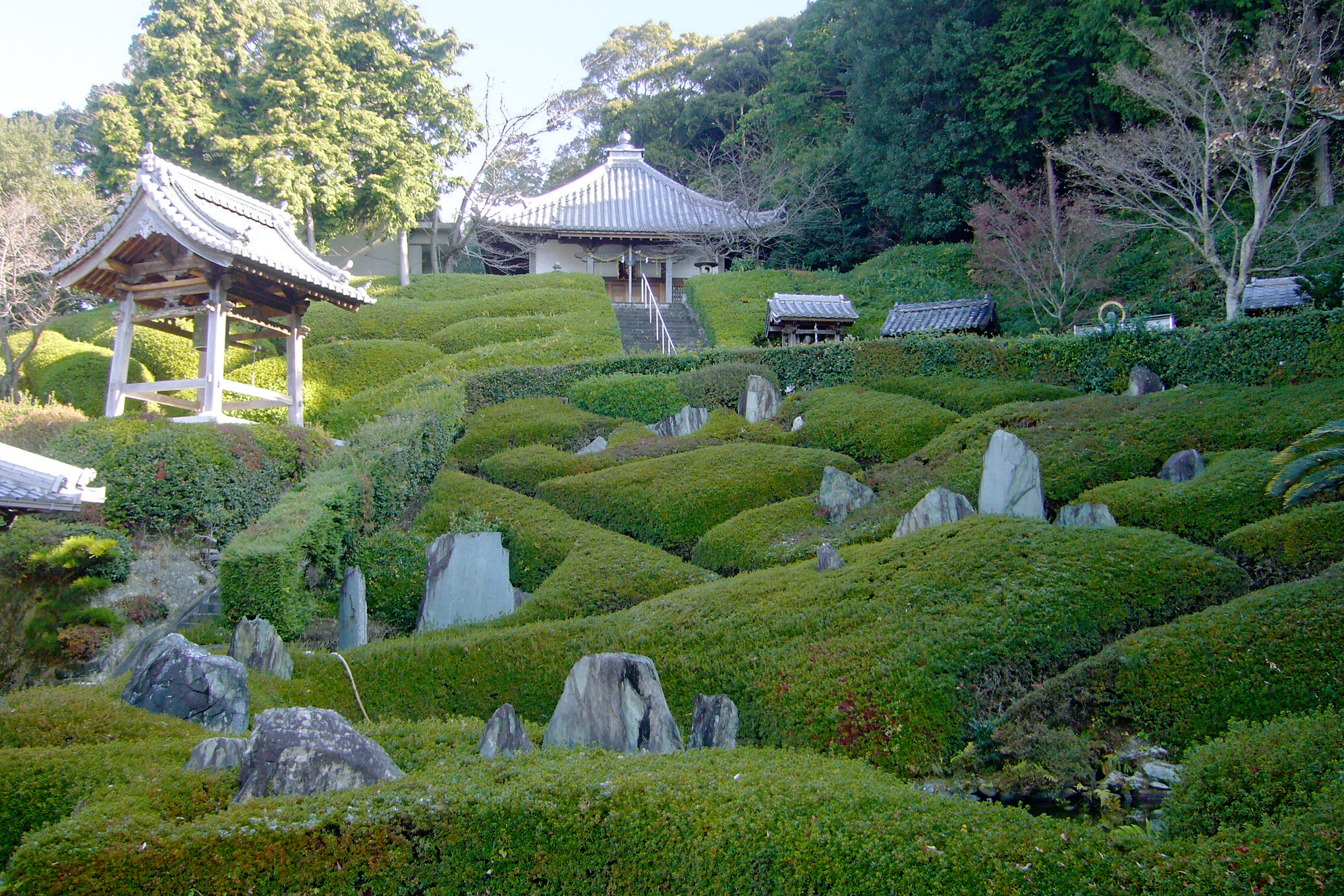
Rinshō-ji

Er bevinden zich verschillende Boeddhistische tempels op het grondgebied van Sennan:
- - Chōkei-ji (長慶寺)
  - Ōjō-in (往生院)
  - Rinshō-ji (林昌寺)

## Verkeer
- Wegen:

Sennan ligt aan de Hanwa-autosnelweg en aan de autoweg 26.
- Trein
  - Nankai: Nankai-lijn
    - Station Tarui

  - JR West: Hanwa-lijn
    - Station Shinge
    - Station Izumi-Sunagawa